# Mistrovství Jižní Ameriky ve fotbale 1967
Mistrovství Jižní Ameriky ve fotbale 1967 bylo 29. mistrovství pořádané fotbalovou asociací CONMEBOL. Vítězem se stala Uruguayská fotbalová reprezentace.

## Soupisky
Podrobnější informace naleznete v článku Mistrovství Jižní Ameriky ve fotbale 1967 (soupisky).

## Kvalifikace
| 30. listopadu 1966                                            |     |                      |                                                                             |
| Chile                                                         | 5:2 | Kolumbie             | Estadio Nacional, Santiago de Chile diváci: 80 000 rozhodčí: Yamasaki (PER) |
| Araya 7' Campos 23' Prieto 40' (pen.) Prieto 49' Saavedra 61' |     | Gamboa 71' Cañón 72' | Estadio Nacional, Santiago de Chile diváci: 80 000 rozhodčí: Yamasaki (PER) |

| 11. prosince 1966 |     |       |                                                                   |
| Kolumbie          | 0:0 | Chile | Estadio El Campín, Bogotá diváci: 17 000 rozhodčí: Yamasaki (PER) |
|                   |     |       | Estadio El Campín, Bogotá diváci: 17 000 rozhodčí: Yamasaki (PER) |

 Chile zvítězilo celkovým skóre 5:2 a postoupilo na závěrečný turnaj.

| 21. prosince 1966     |     |                              |                                                                     |
| Ekvádor               | 2:2 | Paraguay                     | Estadio Modelo, Guayaquil diváci: 47 000 rozhodčí: Goicoechea (ARG) |
| Carrera 56' Muñoz 58' |     | Rojas 85' (pen.) Apocada 88' | Estadio Modelo, Guayaquil diváci: 47 000 rozhodčí: Goicoechea (ARG) |

| 28. prosince 1966               |     |           |                                                                         |
| Paraguay                        | 3:1 | Ekvádor   | Estadio Manuel Ferreira, Asunción diváci: 25 000 rozhodčí: Oroczo (PER) |
| Mora 7' Mora 10' Del Puerto 60' |     | Muñoz 81' | Estadio Manuel Ferreira, Asunción diváci: 25 000 rozhodčí: Oroczo (PER) |

 Paraguay zvítězila celkovým skóre 5:3 a postoupila na závěrečný turnaj.

## Závěrečný turnaj

### Tabulka
| Tým       | B | Z | V | R | P | VG | IG | +/- |
| --------- | - | - | - | - | - | -- | -- | --- |
| Uruguay   | 9 | 5 | 4 | 1 | 0 | 13 | 2  | +11 |
| Argentina | 8 | 5 | 4 | 0 | 1 | 12 | 3  | +9  |
| Chile     | 6 | 5 | 2 | 2 | 1 | 8  | 6  | +2  |
| Paraguay  | 4 | 5 | 2 | 0 | 3 | 9  | 13 | -4  |
| Venezuela | 2 | 5 | 1 | 0 | 4 | 7  | 16 | -9  |
| Bolívie   | 1 | 5 | 0 | 1 | 4 | 0  | 9  | -9  |

### Zápasy
| 17. ledna 1967                                                |     |         |                                                                      |
| Uruguay                                                       | 4:0 | Bolívie | Centenario, Montevideo diváci: 15 000 rozhodčí: Isidro Ramírez (PAR) |
| Rocha 5' Montero Castillo 44' Troncoso 55' (vl.) Oyarbide 81' |     |         | Centenario, Montevideo diváci: 15 000 rozhodčí: Isidro Ramírez (PAR) |

| 18. ledna 1967  |     |           |                                                                     |
| Chile           | 2:0 | Venezuela | Centenario, Montevideo diváci: 7 000 rozhodčí: Isidro Ramírez (PAR) |
| Marcos 12', 41' |     |           | Centenario, Montevideo diváci: 7 000 rozhodčí: Isidro Ramírez (PAR) |

| 18. ledna 1967                                    |     |          |                                                                  |
| Argentina                                         | 4:1 | Paraguay | Centenario, Montevideo diváci: 12 000 rozhodčí: Mario Gasc (CHI) |
| Mas 23' Bernao 71' Artime 73' Albrecht 89' (pen.) |     | Mora 67' | Centenario, Montevideo diváci: 12 000 rozhodčí: Mario Gasc (CHI) |

| 21. ledna 1967                       |     |           |                                                                         |
| Uruguay                              | 4:0 | Venezuela | Centenario, Montevideo diváci: 7 000 rozhodčí: Eunápio de Queiroz (BRA) |
| Urruzmendi 5', 34' Oyarbide 62', 68' |     |           | Centenario, Montevideo diváci: 7 000 rozhodčí: Eunápio de Queiroz (BRA) |

| 22. ledna 1967 |     |         |                                                                         |
| Argentina      | 1:0 | Bolívie | Centenario, Montevideo diváci: 6 000 rozhodčí: Eunápio de Queiroz (BRA) |
| Bernao 67'     |     |         | Centenario, Montevideo diváci: 6 000 rozhodčí: Eunápio de Queiroz (BRA) |

| 22. ledna 1967                  |     |                         |                                                                        |
| Chile                           | 4:2 | Paraguay                | Centenario, Montevideo diváci: 6 000 rozhodčí: Roberto Goicochea (ARG) |
| Gallardo 9', 44' Araya 72', 81' |     | Riveros 62' Apocada 85' | Centenario, Montevideo diváci: 6 000 rozhodčí: Roberto Goicochea (ARG) |

| 25. ledna 1967           |     |         |                                                                     |
| Paraguay                 | 1:0 | Bolívie | Centenario, Montevideo diváci: 5 000 rozhodčí: Enrique Marino (CHI) |
| Arístides Del Puerto 14' |     |         | Centenario, Montevideo diváci: 5 000 rozhodčí: Enrique Marino (CHI) |

| 25. ledna 1967                                |     |             |                                                                 |
| Argentina                                     | 5:1 | Venezuela   | Centenario, Montevideo diváci: 2 500 rozhodčí: Mario Gasc (CHI) |
| Artime 18', 65', 88' Carone 26' Marzolini 50' |     | Santana 72' | Centenario, Montevideo diváci: 2 500 rozhodčí: Mario Gasc (CHI) |

| 26. ledna 1967         |     |                        |                                                                      |
| Uruguay                | 2:2 | Chile                  | Centenario, Montevideo diváci: 30 000 rozhodčí: Isidro Ramírez (PAR) |
| Rocha 15' Oyarbide 68' |     | Gallardo 2' Marcos 37' | Centenario, Montevideo diváci: 30 000 rozhodčí: Isidro Ramírez (PAR) |

| 28. ledna 1967                     |     |         |                                                                  |
| Venezuela                          | 3:0 | Bolívie | Centenario, Montevideo diváci: 11 000 rozhodčí: Mario Gasc (CHI) |
| Scovino 59' Santana 67' Ravelo 84' |     |         | Centenario, Montevideo diváci: 11 000 rozhodčí: Mario Gasc (CHI) |

| 28. ledna 1967         |     |       |                                                                      |
| Argentina              | 2:0 | Chile | Centenario, Montevideo diváci: 14 000 rozhodčí: Isidro Ramírez (PAR) |
| Sarnari 36' Artime 80' |     |       | Centenario, Montevideo diváci: 14 000 rozhodčí: Isidro Ramírez (PAR) |

| 29. ledna 1967           |     |          |                                                                  |
| Uruguay                  | 2:0 | Paraguay | Centenario, Montevideo diváci: 17 000 rozhodčí: Mario Gasc (CHI) |
| Pérez 32' Urruzmendi 66' |     |          | Centenario, Montevideo diváci: 17 000 rozhodčí: Mario Gasc (CHI) |

| 1. února 1967 |     |         |                                                                        |
| Chile         | 0:0 | Bolívie | Centenario, Montevideo diváci: 1 500 rozhodčí: Roberto Goicochea (ARG) |
|               |     |         | Centenario, Montevideo diváci: 1 500 rozhodčí: Roberto Goicochea (ARG) |

| 1. února 1967                                   |     |                                   |                                                                     |
| Paraguay                                        | 5:3 | Venezuela                         | Centenario, Montevideo diváci: 1 500 rozhodčí: Enrique Marino (CHI) |
| González 11' Rojas 16', 29' Mora 22' Colmán 81' |     | Mendoza 3' Santana 77' Ravelo 89' | Centenario, Montevideo diváci: 1 500 rozhodčí: Enrique Marino (CHI) |

| 2. února 1967 |     |           |                                                                  |
| Uruguay       | 1:0 | Argentina | Centenario, Montevideo diváci: 65 000 rozhodčí: Mario Gasc (CHI) |
| Rocha 74'     |     |           | Centenario, Montevideo diváci: 65 000 rozhodčí: Mario Gasc (CHI) |